# Religia w Beninie
| Religia                      | Pew Research Center, 2010 | Operation World, 2010 | Spis powszechny, 2013 | ARDA, 2015 |
| ---------------------------- | ------------------------- | --------------------- | --------------------- | ---------- |
| Chrześcijanie                | 53%                       | 39,9%                 | 48,5%                 | 42,7%      |
| Katolicyzm                   | 30%                       | 21,5%                 | 25,5%                 | 28,6%      |
| Protestantyzm                | 23,2%                     | 10,9%                 | 6,8%                  | 8,6%       |
| Niebiański Kościół Chrystusa | –                         | 4,5%                  | 6,7%                  | –          |
| Muzułmanie                   | 23,8%                     | 23,5%                 | 27,7%                 | 29,5%      |
| Religie afrykańskie          | 18,1%                     | 36%                   | 14,2%                 | 22,3%      |
| Brak religii                 | 5%                        | 0,3%                  | 5,8%                  | 0,4%       |

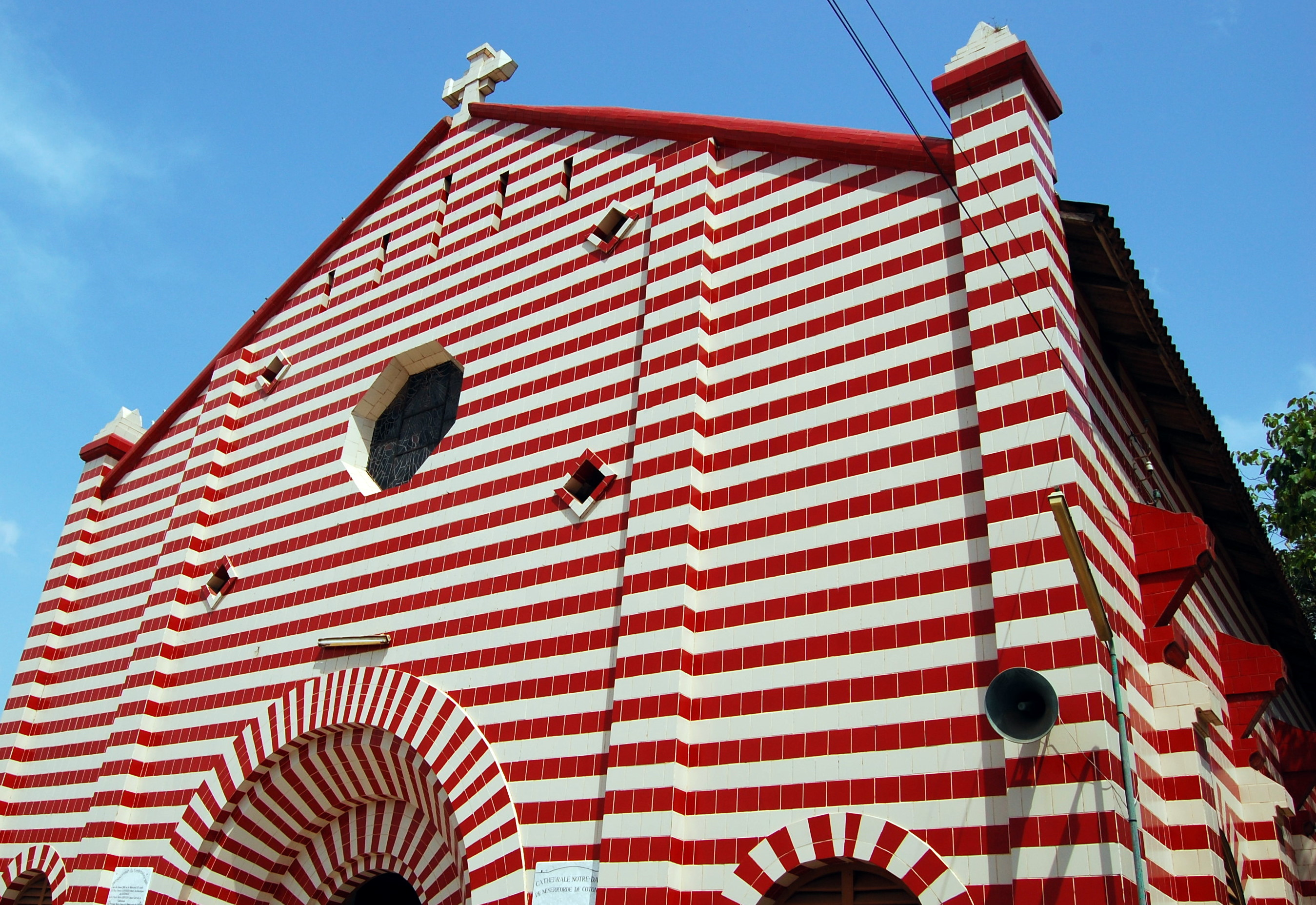
Katedra katolicka w Cotonou.

Religia w Beninie – tworzona jest przez wyznawców chrześcijaństwa, islamu i tradycyjnych religii plemiennych.
Konstytucja Beninu zapewnia wolność wyznania, a rząd na ogół przestrzega tego prawa w praktyce. Rząd Stanów Zjednoczonych w raporcie z 2007 roku, nie zarejestrował doniesień o nadużyciach społecznych oraz dyskryminacji ze względu na przekonania lub praktyki religijne. Czołowi liderzy społeczni podjęli pozytywne działania na rzecz promowania wolności religijnej.

## Chrześcijaństwo

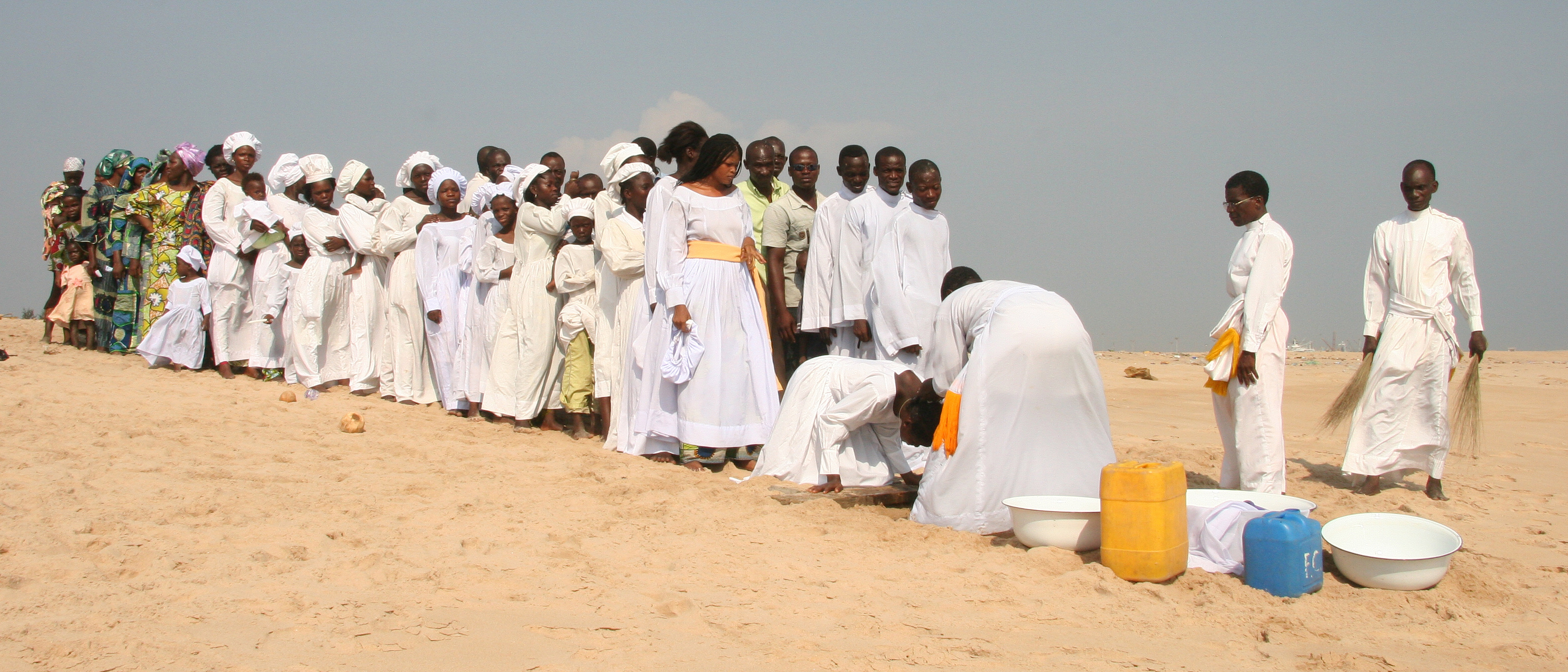
Ceremonia chrztu w Niebiańskim Kościele Chrystusa w Cotonou.

Wyznawców chrześcijaństwa, islamu i tradycyjnych religii plemiennych można znaleźć w całym kraju. Jednak chrześcijanie są powszechnie na południu, szczególnie w stolicy gospodarczej Cotonou. 
Więcej jak połowa chrześcijan w Beninie to katolicy. Drugą co do wielkości gałęzią chrześcijaństwa reprezentowaną przez wiele wyznań i denominacji jest protestantyzm. Istnieje także liczne grono wiernych afrykańskich Kościołów, wśród których wyróżnia się Niebiański Kościół Chrystusa. Swoją działalność prowadzą tutaj także Świadkowie Jehowy (14 tys. głosicieli).
Według Joshua Project do najbardziej schrystianizowanych plemion należą: Fonowie, Gun i Ewe.

### Katolicyzm
Pierwsza obecność chrześcijaństwa w kraju odnotowana jest w 1680 roku kiedy portugalscy misjonarze wybudowali kaplicę w Ouidah. Samo dzieło ewangelizacji rozpoczęło się dopiero wraz z przybyciem katolickich misjonarzy Stowarzyszenia Misji Afrykańskich w 1860 roku, kiedy założono misję w Porto-Novo i Agou. W 1982, oraz w 1993 roku Kościół katolicki w Beninie odwiedził papież Jan Paweł II.
Według danych Watykanu z 2015 roku, Kościół katolicki w Beninie liczył blisko 3,5 mln ochrzczonych (32,7% populacji).

### Protestantyzm

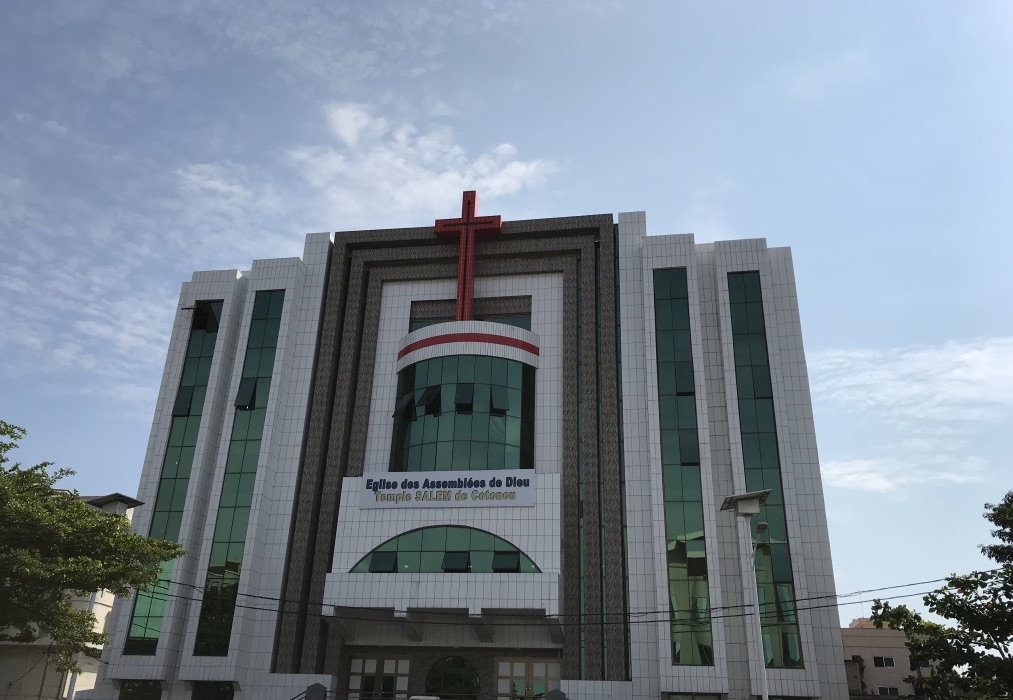
Świątynia Zborów Bożych w Kotonu

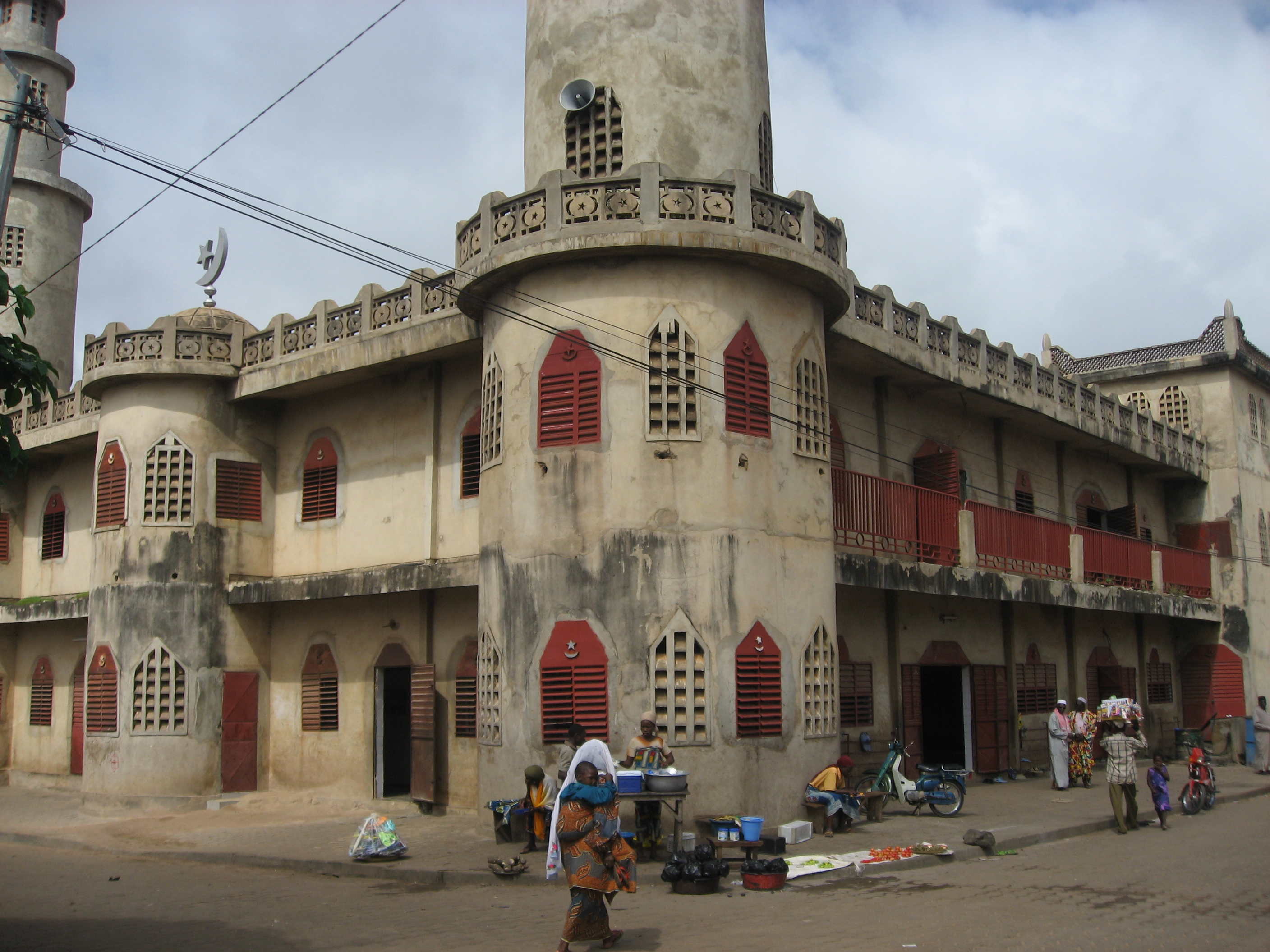
Meczet w Parakou.

Wśród wyznań protestanckich przeważają zielonoświątkowcy i metodyści. Mniejsze społeczności mają także baptyści i adwentyści dnia siódmego. 
W XIX wieku przybył do Beninu pierwszy misjonarz protestancki Thomas Birch Freeman, który zasadził metodyzm. Pierwszy kościół protestancki został założony w 1843 roku w miasteczku Abomey. Metodyści rozpoczęli misje wśród plemion Fon i Gun.
Zbory Boże rozpoczęły pracę misyjną w 1938 roku wśród plemion Somba i Pilapila. Obecnie są największą zielonoświątkową i protestancką denominacją z liczbą wiernych szacowaną na 362 tysiące. 
W dniach 5-9 grudnia 2012 roku ewangelista Reinhard Bonnke przeprowadził krucjatę ewangelizacyjną w mieście Cotonou, w której brało udział setki tysięcy ludzi.

## Islam
Islam wyznawany jest przez około jedną czwartą społeczeństwa. Najsilniej reprezentowany jest w północnej i południowo-wschodniej części kraju wśród plemion: Hausa, Bariba, Fulan i Dendi. Zdecydowana większość muzułmanów to sunnici, istnieje także niewielka liczba szyitów.

## Tradycyjne religie plemienne
Wśród wyznawców tradycyjnych religii plemiennych dominuje kult voodoo, którego centrum znajduje się w mieście Ouidah. Kult voodoo oficjalnie został uznany za religię w 1996 roku. Wiele osób, które nominalnie identyfikują się jako chrześcijanie lub muzułmanie praktykują również tradycyjne, lokalne wierzenia religijne.